# Primera División D (Argentina)
A Primera D ou Primera División "D" é a quinta divisão do Campeonato Argentino de Futebol para os clubes diretamente afiliados à Associação do Futebol Argentino (AFA). É uma das duas ligas que compõem o quinto nível do futebol argentino, a outra liga no nível cinco é o Torneo Federal C, onde participam equipes das ligas regionais.

## Breve histórico
A liga foi criada em 1950, quando a Tercera División — que passaria a ser conhecida como Tercera de Ascenso — foi transferida da terceira para a quarta divisão na pirâmide das competições oficiais do futebol argentino. O primeiro campeão foi o Liniers. No final do campeonato de 1949, a Primera B, que pertencia a segunda divisão do futebol argentino, foi dividida em dois grupos, usando um critério extra-esportivo; os clubes que não cumpriram esse critério, passaram a fazer parte da Segunda División, que, por sua vez, tornou-se a terceira divisão do campeonato argentino de futebol.[carece de fontes?]
Não houve um certame oficial em 1951, na ocasião, foi disputado um torneio especial, que contou com a participação de equipes da Segunda [terceira divisão] e Tercera División [quarta divisão]. No final, o campeão foi promovido à Primera División B [segunda divisão], enquanto que as outras equipes retornaram para seus respectivos campeonatos.[carece de fontes?]
O campeonato, que era indistintamente chamado de Tercera División ou Tercera de Ascenso, sofreu uma mudança de nome em 1962, quando tornou-se División Superior de Fútbol Aficionado, popularmente conhecido como Primera de Aficionados, e uma outra mudança em 1974, quando passou a ser denominado Primera División D. Finalmente, com a reforma estrutural ocorrida na temporada de 1985–86, a liga saiu da quarta divisão e passou a compor a quinta divisão do futebol argentino (abaixo da Primera División, da recém-criada Nacional B, Primera B e Primera C, e a designação de Primera D, usado até os dias de hoje, foi instituída.
Entre agosto e dezembro de 2014, foi realizado um torneio de transição, que estabeleceu uma ligação entre os campeonatos disputados com um calendário do tipo europeu e aqueles jogados no mesmo ano civil. As dezoito equipes que compunham a divisão foram divididas em duas zonas de nove, enfrentando todos os rivais de cada grupo, em dois turnos. No final do mesmo, nenhuma suspensão de afiliação foi imposta e três acessos foram estabelecidas. Esse processo foi revertido em 2016, com um novo torneio de transição.[carece de fontes?]

## Formato
A temporada regular é dividida em dois torneios independentes, denominados Apertura e Clausura. Os dois torneios são disputados no sistema de todos contra todos (pontos corridos), em turno único. Ao final de cada torneio, o clube que somar o maior número de pontos ganhos garante uma vaga na final do campeonato. Caso haja empate de pontos entre dois ou mais clubes na etapa de pontos corridos, os critérios de desempate são aplicados na seguinte ordem: 1) saldo de gols; 2) gols marcados; 3) pontos no confronto direto; 4) saldo de gols no confronto direto; 5) gols marcados no confronto direto.
Se um mesmo clube vencer tanto o Apertura como o Clausura, é declarado automaticamente campeão da Primera D e assegura uma vaga na Primera C na temporada seguinte. No entanto, se os ganhadores dos dois torneios, foram clubes distintos, temos a disputa de uma final em jogos de ida e volta pelo título e pela promoção. Em caso de igualdade na pontuação e, posteriormente, no saldo de gols do duelo, o desempate se dá na prorrogação e, caso persistise, temos a disputa por pênaltis.

## Participantes

### Temporada de 2022
| Clube                                     | Cidade           | Província       | Estádio              |
| ----------------------------------------- | ---------------- | --------------- | -------------------- |
| Club Atlético Argentino                   | Rosário          | Santa Fé        | José Martín Olaeta   |
| Club Social y Deportivo Central Ballester | José León Suárez | Buenos Aires    | Predio Cacique       |
| Centro Social y Recreativo Español        | Villa Sarmiento  | Buenos Aires    | (não possui)         |
| Club Defensores de Cambaceres             | Ensenada         | Buenos Aires    | 12 de Octubre        |
| Club Atlético Deportivo Paraguayo         | Buenos Aires     | Cidade Autônoma | (não possui)         |
| Club Deportivo y Social Juventud Unida    | Muñiz            | Buenos Aires    | Ciudad de San Miguel |
| Club Atlético Lugano                      | Tapiales         | Cidade Autônoma | José María Moraños   |
| Club Mercedes                             | Mercedes         | Buenos Aires    | Liga Mercedina       |
| Club Social y Deportivo Muñiz             | Muñiz            | Buenos Aires    | (não possui)         |
| Club Sportivo Barracas                    | Buenos Aires     | Cidade Autônoma | (não possui)         |
| Club Social y Deportivo Yupanqui          | Buenos Aires     | Cidade Autônoma | (não possui)         |

## Lista de campeões
| Temporada | Campeão                     |
| --------- | --------------------------- |
| 1950      | Liniers                     |
| 1951      | (não houve disputa oficial) |
| 1952      | Flandria                    |
| 1953      | Deportivo Riestra           |
| 1954      | Sacachispas                 |
| 1955      | Deportivo Morón             |
| 1956      | Almirante Brown             |
| 1957      | Leandro N. Alem             |
| 1958      | Deportivo Español           |
| 1959      | Defensores de Cambaceres    |
| 1960      | Sportivo Italiano           |
| 1961      | Villa Dálmine               |
| 1962      | Arsenal de Sarandí          |
| 1963      | Luján                       |
| 1964      | Arsenal de Llavallol        |
| 1965      | General Mitre (Sarandí)     |
| 1966      | Luz y Fuerza                |
| 1967      | Macabi                      |
| 1968      | Ferrocarril Midland         |
| 1969      | Defensores Unidos           |
| 1970      | Defensores de Almagro       |
| 1971      | Acassuso                    |
| 1972      | Deportivo Armenio           |
| 1973      | Luján                       |
| 1974      | Barracas Central            |
| 1975      | Tristán Suárez              |
| 1976      | Defensores de Cambaceres    |
| 1977      | General Lamadrid            |
| 1978      | Piraña                      |
| 1979      | San Miguel                  |
| 1980      | Brown de Adrogué            |
| 1981      | Barracas Central            |
| 1982      | Defensa y Justicia          |
| 1983      | San Martín de Burzaco       |
| 1984      | Dock Sud                    |
| 1985      | Argentino de Merlo          |

| Temporada | Campeão                     |
| --------- | --------------------------- |
| 1986–87   | Muñiz                       |
| 1987–88   | Lugano                      |
| 1988–89   | Ferrocarril Midland         |
| 1989–90   | Liniers                     |
| 1990–91   | Victoriano Arenas           |
| 1991–92   | Deportivo Paraguayo         |
| 1992–93   | Villa San Carlos            |
| 1993–94   | Puerto Nuevo                |
| 1994–95   | Justo José de Urquiza       |
| 1995–96   | Central Ballester           |
| 1996–97   | Claypole                    |
| 1997–98   | Juventud Unida              |
| 1998–99   | Argentino de Merlo          |
| 1999–2000 | Sacachispas                 |
| 2000–01   | Acassuso                    |
| 2001–02   | Villa San Carlos            |
| 2002–03   | Sacachispas                 |
| 2003–04   | Sportivo Barracas           |
| 2004–05   | Fénix                       |
| 2005–06   | Ituzaingó                   |
| 2006–07   | Leandro N. Alem             |
| 2007–08   | Defensores Unidos           |
| 2008–09   | Ferrocarril Midland         |
| 2009–10   | UAI Urquiza                 |
| 2010–11   | Dock Sud                    |
| 2011–12   | Fénix                       |
| 2012–13   | Argentino de Quilmes        |
| 2013–14   | Deportivo Riestra           |
| 2014      | (não houve disputa oficial) |
| 2015      | Sportivo Barracas           |
| 2016      | El Porvenir                 |
| 2016–17   | Ituzaingó                   |
| 2017–18   | Victoriano Arenas           |
| 2018–19   | Argentino de Merlo          |
| 2019–20   | (campeonato cancelado)      |
| 2020      | Claypole                    |
| 2021      | Liniers                     |
| 2022      | Yupanqui                    |

### Títulos por equipe
| Equipe                   | Títulos | Temporadas |
| ------------------------ | ------- | ---------- |
| Barracas Central         | 2       | 1974, 1981 |
| Defensores de Cambaceres | 2       | 1959, 1976 |
| Luján                    | 2       | 1963, 1973 |
| Dock Sud                 | 1       | 1984       |
| San Martín de Burzaco    | 1       | 1983       |
| Defensa y Justicia       | 1       | 1982       |
| Brown de Adrogué         | 1       | 1980       |
| San Miguel               | 1       | 1979       |
| Piraña                   | 1       | 1978       |
| General Lamadrid         | 1       | 1977       |
| Tristán Suárez           | 1       | 1975       |
| Deportivo Armenio        | 1       | 1972       |
| Acassuso                 | 1       | 1971       |
| Defensores de Almagro    | 1       | 1970       |
| Defensores Unidos        | 1       | 1969       |
| Ferrocarril Midland      | 1       | 1968       |
| Macabi                   | 1       | 1967       |
| Luz y Fuerza             | 1       | 1966       |
| General Mitre            | 1       | 1965       |
| Arsenal de Llavallol     | 1       | 1964       |
| Arsenal de Sarandí       | 1       | 1962       |
| Villa Dálmine            | 1       | 1961       |
| Sportivo Italiano        | 1       | 1960       |
| Deportivo Español        | 1       | 1958       |
| Leandro N. Alem          | 1       | 1957       |
| Almirante Brown          | 1       | 1956       |
| Deportivo Morón          | 1       | 1955       |
| Deportivo Riestra        | 1       | 1953       |
| Flandria                 | 1       | 1952       |
| Liniers                  | 1       | 1950       |

| Equipe                | Títulos | Temporadas       |
| --------------------- | ------- | ---------------- |
| Liniers               | 2       | 1989–90, 2021    |
| Claypole              | 2       | 1996–97, 2020    |
| Argentino de Merlo    | 2       | 1998–99, 2018–19 |
| Victoriano Arenas     | 2       | 1990–91, 2017–18 |
| Ituzaingó             | 2       | 2005–06, 2016–17 |
| Sportivo Barracas     | 2       | 2003–04, 2015    |
| Fénix                 | 2       | 2004–05, 2011–12 |
| Ferrocarril Midland   | 2       | 1988–89, 2008–09 |
| Villa San Carlos      | 2       | 1992–93, 2001–02 |
| Yupanqui              | 1       | 2022             |
| El Porvenir           | 1       | 2016             |
| Deportivo Riestra     | 1       | 2013–14          |
| Argentino de Quilmes  | 1       | 2012–13          |
| Dock Sud              | 1       | 2010–11          |
| UAI Urquiza           | 1       | 2009–10          |
| Defensores Unidos     | 1       | 2007–08          |
| Leandro N. Alem       | 1       | 2006–07          |
| Acassuso              | 1       | 2000–01          |
| Juventud Unida        | 1       | 1997–98          |
| Central Ballester     | 1       | 1995–96          |
| Justo José de Urquiza | 1       | 1994–95          |
| Puerto Nuevo          | 1       | 1993–94          |
| Deportivo Paraguayo   | 1       | 1991–92          |
| Lugano                | 1       | 1987–88          |
| Muñiz                 | 1       | 1986–87          |